# Centro Cultural del Bicentenario (Santiago del Estero)
El Centro Cultural del Bicentenario de Santiago del Estero es un complejo cultural emplazado en el centro de la ciudad de Santiago del Estero, Argentina. Ocupa parte del edificio de la antigua Casa de Gobierno de la Provincia, aunque interiormente fue remodelado por completo.
Alberga a los tres museos más importantes de la ciudad: el Museo Histórico “Dr. Orestes Di Lullo”, el Museo de Ciencias Antropológicas y Naturales “Emilio y Duncan Wagner” y el Museo de Bellas Artes “Ramón Gómez Cornet”. Además posee un Salón de Grandes Exposiciones y un Salón Auditorio que ofrece las más variadas propuestas culturales, como conciertos, presentaciones de libros, obras de teatro y ciclos de cine.
Fue inaugurado el 24 de julio de 2010 por el entonces gobernador de la provincia de Santiago del Estero, Gerardo Zamora, y la presidenta de la Nación, Cristina Fernández de Kirchner.
El recorrido por sus galerías y salones, permiten recrear una parte importante de la historia y la cultura santiagueña. Toda la compleja intervención arquitectónica, la restauración de un edificio existente, la construcción de nuevas superficies cubiertas y la consolidación de espacios abiertos de transición, incorporan materiales y resoluciones constructivas de última generación. Dotan a la provincia de un espacio único y representativo del desarrollo y modernización de los ámbitos públicos provinciales.

## Edificio histórico
El edificio histórico que alberga parte del Centro Cultural del Bicentenario se remonta al año 1868. Fue diseñado y construido por los hermanos suizos Agustín y Nicolás Cánepa a partir de 1866, durante el gobierno de Manuel Taboada. Presenta un estilo neoclásico francés, con columnas en el piso superior con capiteles jónicos. Resaltan el sector central las arcadas de frente y remata a nivel del techo un torreón, que fue quitado durante los trabajos de mantenimiento en 1942. Sus mamposterías son de ladrillones cocidos, asentados en mezcla de adobe, techos de baldosa y de bulones sobre estructura de madera.
Erróneamente, este edificio fue llamado a lo largo de la historia como Cabildo y así popularizado entre los vecinos, quizás por su apariencia exterior al estilo de aquella institución colonial. Sin embargo, el verdadero Cabildo de Santiago del Estero funcionó a escasos metros hacia el Este, en la esquina de Libertad y Tucumán, y ya había sido demolido al tiempo de iniciarse  la obra de los Cánepa, situación que contribuyó a la confusión posterior.
A partir de 1868 y hasta mediados del siglo XX, funcionó en este edificio la Casa de Gobierno de la Provincia de Santiago del Estero, entre otras dependencias públicas. Luego fue sede de la Jefatura de la policía provincial y declarado Monumento Histórico Provincial en 1987.

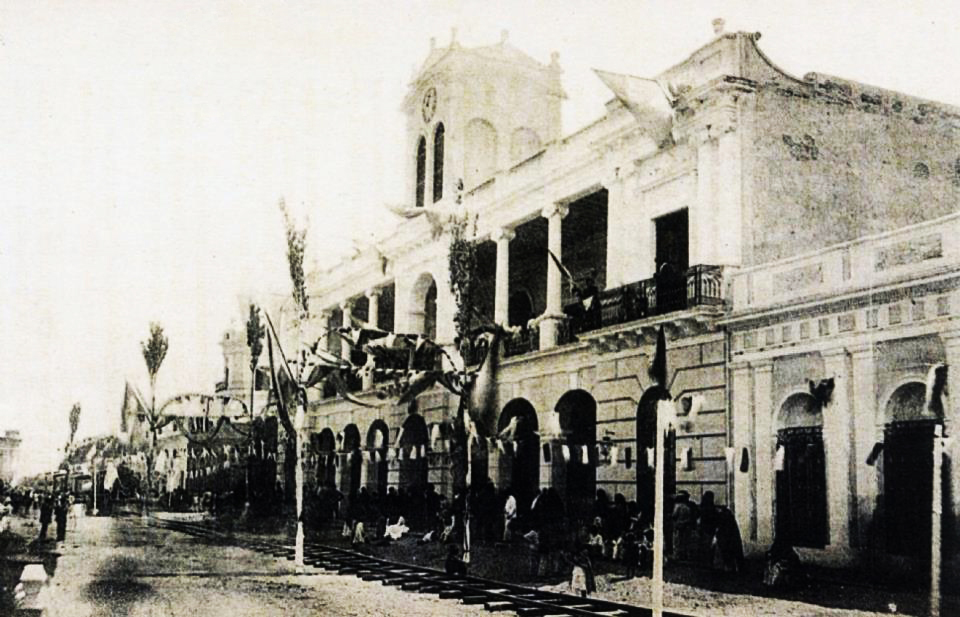
Casa de Gobierno en 1884.
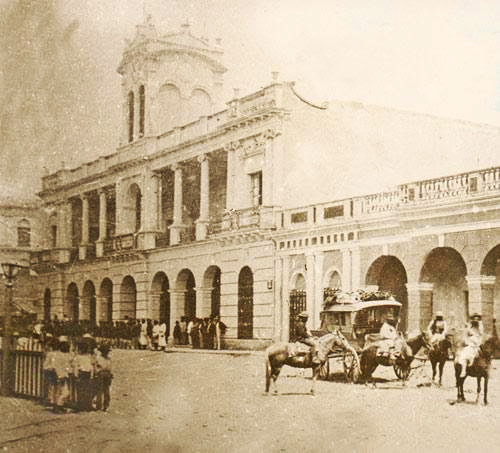
El edificio histórico a fines del siglo XIX.
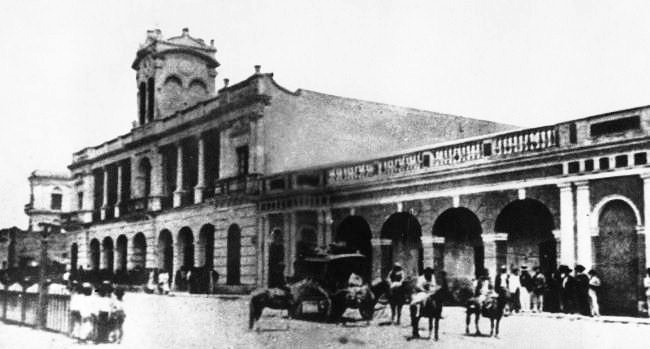
En la esquina se encontraba antiguamente el Cabildo.
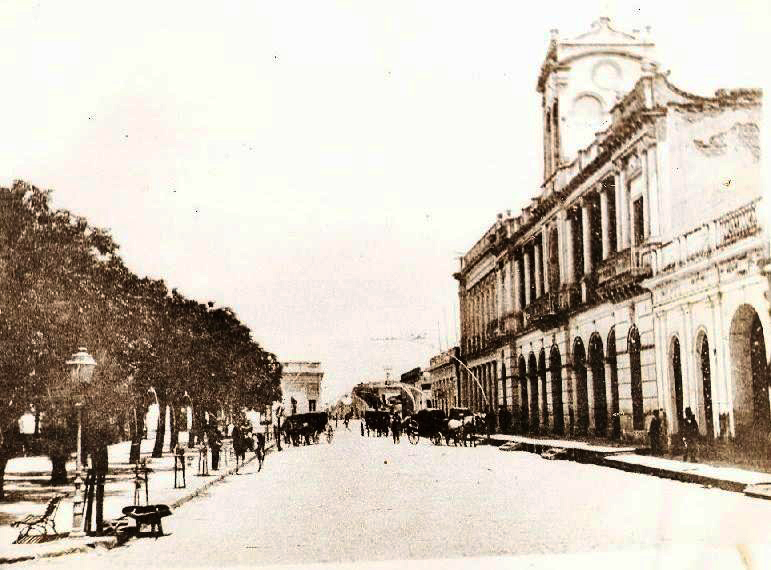
La fachada histórica sobre calle Libertad.
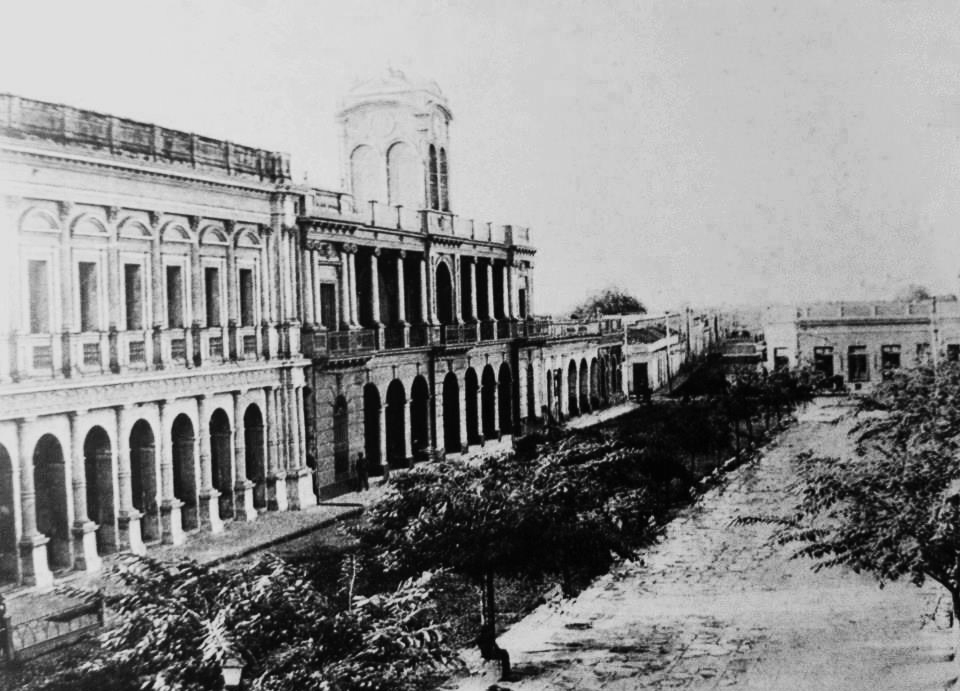
Antigua Casa de Gobierno y el edificio de Tribunales .
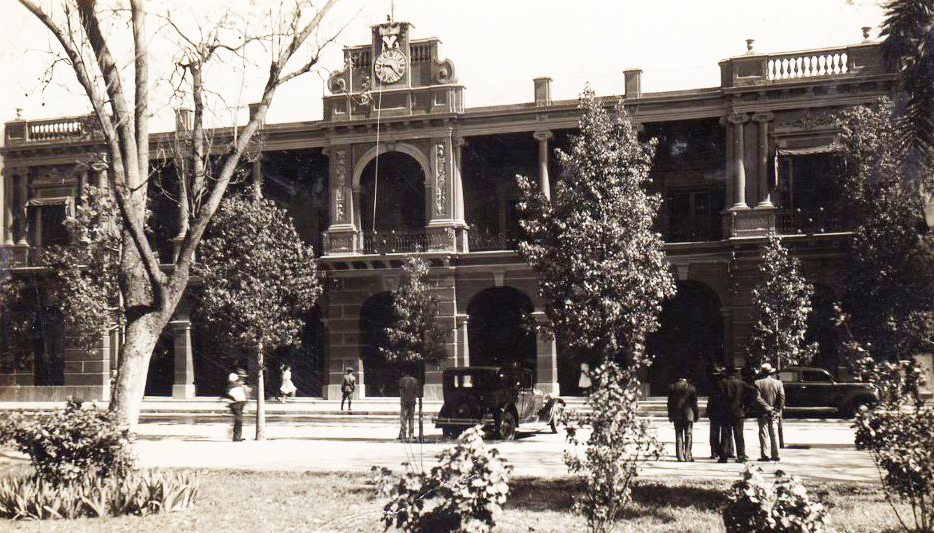
El edificio sin el torreón en la década de 1940.
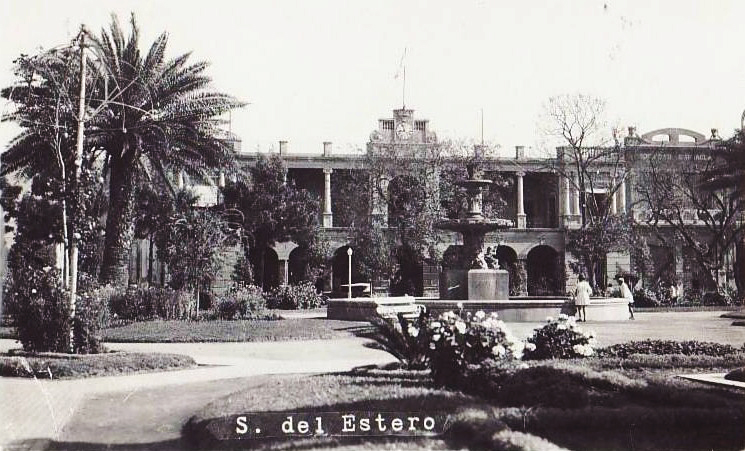
El edificio histórico funcionando como Jefatura de Policía.

### Restauración y puesta en valor
Entre los años 2008 y 2010 fue llevado a cabo un proyecto de restauración y puesta en valor de la antigua Casa de Gobierno. En dicha ocasión también se construyó un edificio anexo y en este conjunto se creó el Centro Cultural del Bicentenario, convirtiéndose en un complejo museográfico de 10 000 m² que comprende los tres museos más importantes de la ciudad: el Museo Histórico “Dr. Orestes Di Lullo”, el Museo de Bellas Artes “Ramón Gómez Cornet” y el Museo de Ciencias Antropológicas y Naturales “Emilio y Duncan Wagner”.
Para su restauración y acondicionamiento, se mantuvo la línea original de edificación, destacándose la reconstrucción de su cúpula original con reloj y la recuperación del espíritu de claustro que sus salones albergaron guardando el legado de la provincia.
Cada uno de los museos atesora importantes colecciones, emplazados ahora en un espacio que combina la tradición y la historia con modernos diseños museográficos, equipados con las últimas tecnologías, que hacen del Centro Cultural del Bicentenario (CCB) un centro artístico de primer nivel tanto nacional como internacional.
El CCB se abre a los argentinos y al resto de los visitantes como un espacio donde comprender la identidad santiagueña desde la antropología, el arte y la historia, pero en continuo diálogo con nuevas propuestas artísticas que lo acerca al mundo contemporáneo.

## Nuevos espacios

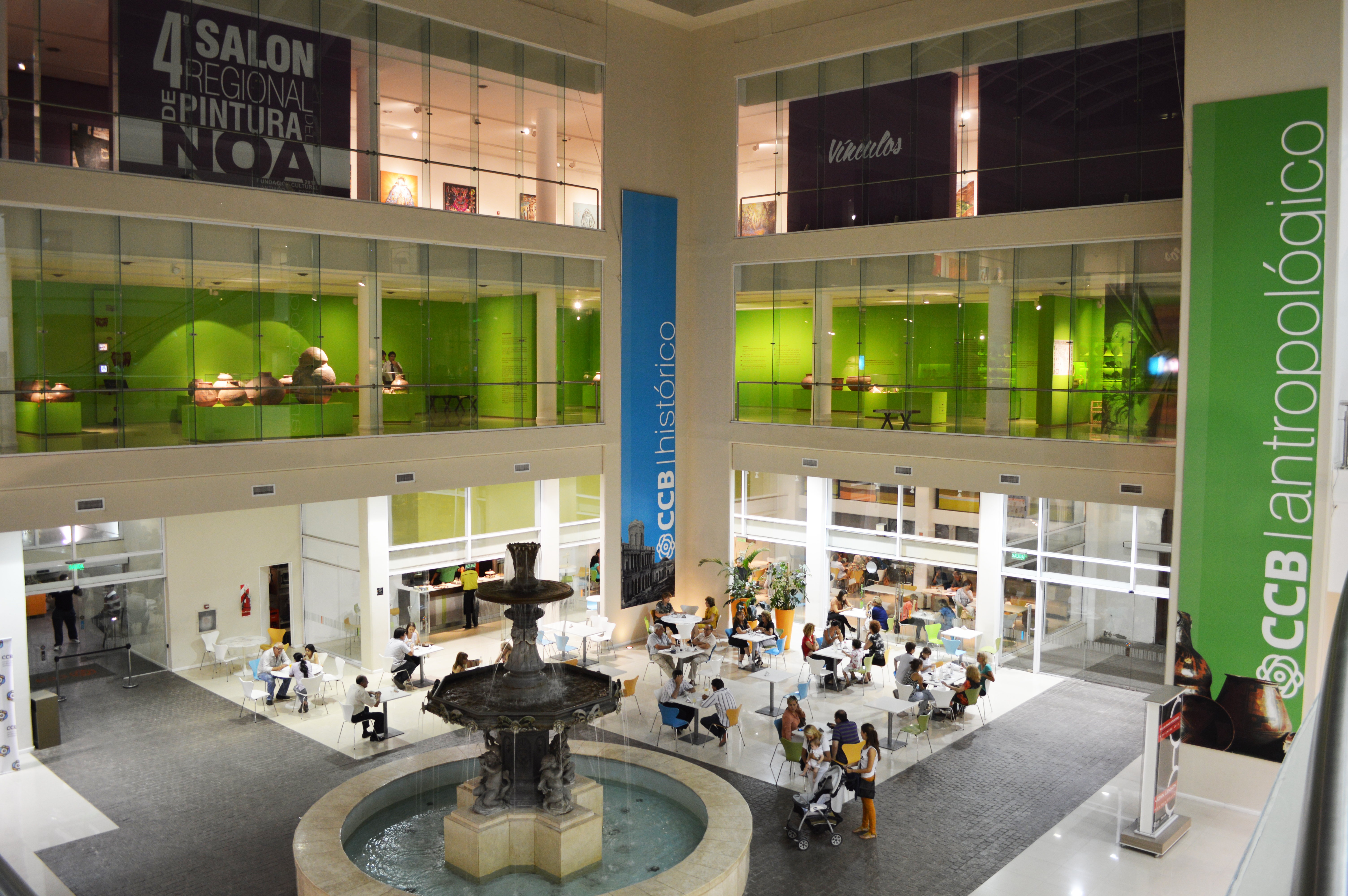
Hall central del complejo. En este sitio se encuentra la histórica fuente que antiguamente se encontraba en Plaza Libertad.

Traspuesto el claustro histórico, se encuentra el gran hall central del conjunto en el que confluyen dos accesos desde calle Tucumán y Pellegrini. El nuevo edificio se encuentra ubicado en el sector posterior del predio, con una superficie de 7500 m², totalizando el complejo 9800 m². Se destaca su cubierta abovedada vidriada, ubicada a 15 m de altura.
En planta baja del Centro Cultural, se ubica el patio de grandes dimensiones y magnífica espacialidad que organiza y distribuye las diversas actividades propuestas. En este espacio se localiza la antigua fuente de agua que originariamente tuviera su emplazamiento en Plaza Libertad. Aquí se encuentra el hall de acceso propio a los museos, con dos escaleras mecánicas y ascensores, que conducen a los visitantes a las salas de exhibición, al Salón Auditorio, al bar restaurante y zonas de servicios.
En planta entrepiso se ubican áreas referidas a control, seguridad y servicios del bar restaurante.
En planta primer piso se sitúa la sala de exposición, sala de conferencias y la Sala de Grandes Exposiciones en doble altura. Asimismo se ubica en esta planta el Museo Antropológico con una exposición que muestra en parte su colección permanente.
En el segundo piso posee una segunda sala de exposición, ocupando la totalidad de la superficie de esta planta. Allí se encuentra ubicado el Museo de Bellas Artes.
El acceso por peatonal Tucumán es una réplica del Pórtico del Colegio de San Jerónimo en la Plaza del Obradoiro de Santiago de Compostela (Galicia, España), cuyo nombre hermana a esta ciudad con la argentina. Es llamado también Colegio de Artistas y es de estilo románico, predominante en la Europa de los siglos XI, XII y parte del XIII. En el pórtico están representados varios santos con sus atributos y algunos de los apóstoles.
Desde calle Pellegrini, sobre la cual el complejo enfrenta al Mercado Armonía, posee un acceso descubierto que oficia de antesala al gran hall central.
La fuente ubicada en el hall central, es de origen francés y fue realizada por la fábrica fonderies d’Art du Val d’Osne en hierro fundido. En 1904 el Gobierno Nacional la donó a la Provincia. La fuente se ha trasladado dos veces a lo largo de su historia, primero desde la Plaza Libertad a la rotonda del Puente Carretero en 1976, y posteriormente al edificio del actual Centro Cultural del Bicentenario. 
El Salón Auditorio, dotado con tecnología para la proyección de material audiovisual como películas, cortos o documentales, entre otras manifestaciones artísticas; cuenta con una capacidad para 200 personas. También se ha convertido en el espacio para la celebración de las presentaciones de libros, seminarios, conferencias y conciertos importantes de la ciudad.
La Sala de Grandes Exposiciones es un espacio dinámico dentro del Centro Cultural en el que se exhiben de manera temporaria muestras de primer nivel nacionales e internacionales. Son claves de esta sala el constante movimiento de las propuestas artísticas, la colaboración con otros museos, la utilización de tecnología de punta en modernas propuestas museísticas y el diálogo con artistas y público en general.
Durante el recorrido por todo el complejo es posible observar distintas muestras y colecciones que son exhibidas en los tres museos.

## Museo Histórico “Dr. Orestes Di Lullo”

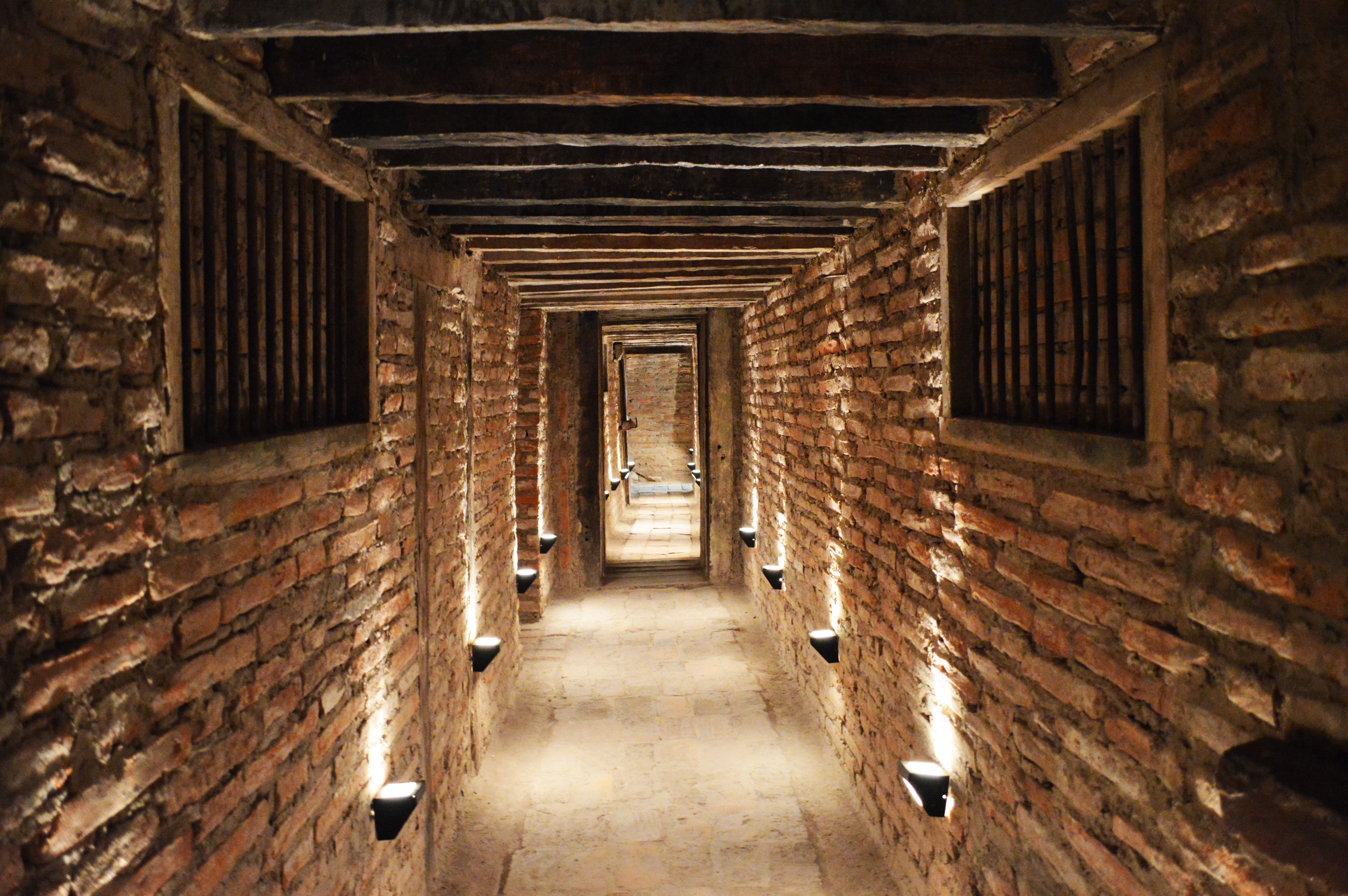
Antiguo túnel que unía el edificio histórico de la Casa de Gobierno con otros edificios públicos de la ciudad.

El Museo Histórico entabla un ejercicio de diálogo con el pasado. Sus salas comienzan con los redescubiertos dibujos de los hermanos Emilio y Duncan Wagner que conformaron la originaria versión del libro Civilización Chaco-Santiagueña. Además la Sala Matará con las piezas históricas de la frontera y el trabajo misionero de los jesuitas, con su huella imborrable en la Cruz de Matará.
Así también, la historia de la producción industrial santiagueña, con específica fabricación y manufactura de las telas en los hogares de la primera historia económica local.
El recorrido continua con la Sala de Arte Sacro, donde se observan distintos objetos destinados al culto y que dan cuenta del esfuerzo de los pobladores para acercar la religión católica a su realidad. Así se observan imágenes de Jesucristo y María con rasgos aborígenes y otros con atuendos similares a los que usaban ellos en su vida cotidiana.
Siguiendo la galería, se encuentra una recreación de una posta revolucionaria construida en adobe, madera y paja, que fuera utilizada en el siglo XIX para descanso y obtención de información de los ejércitos.

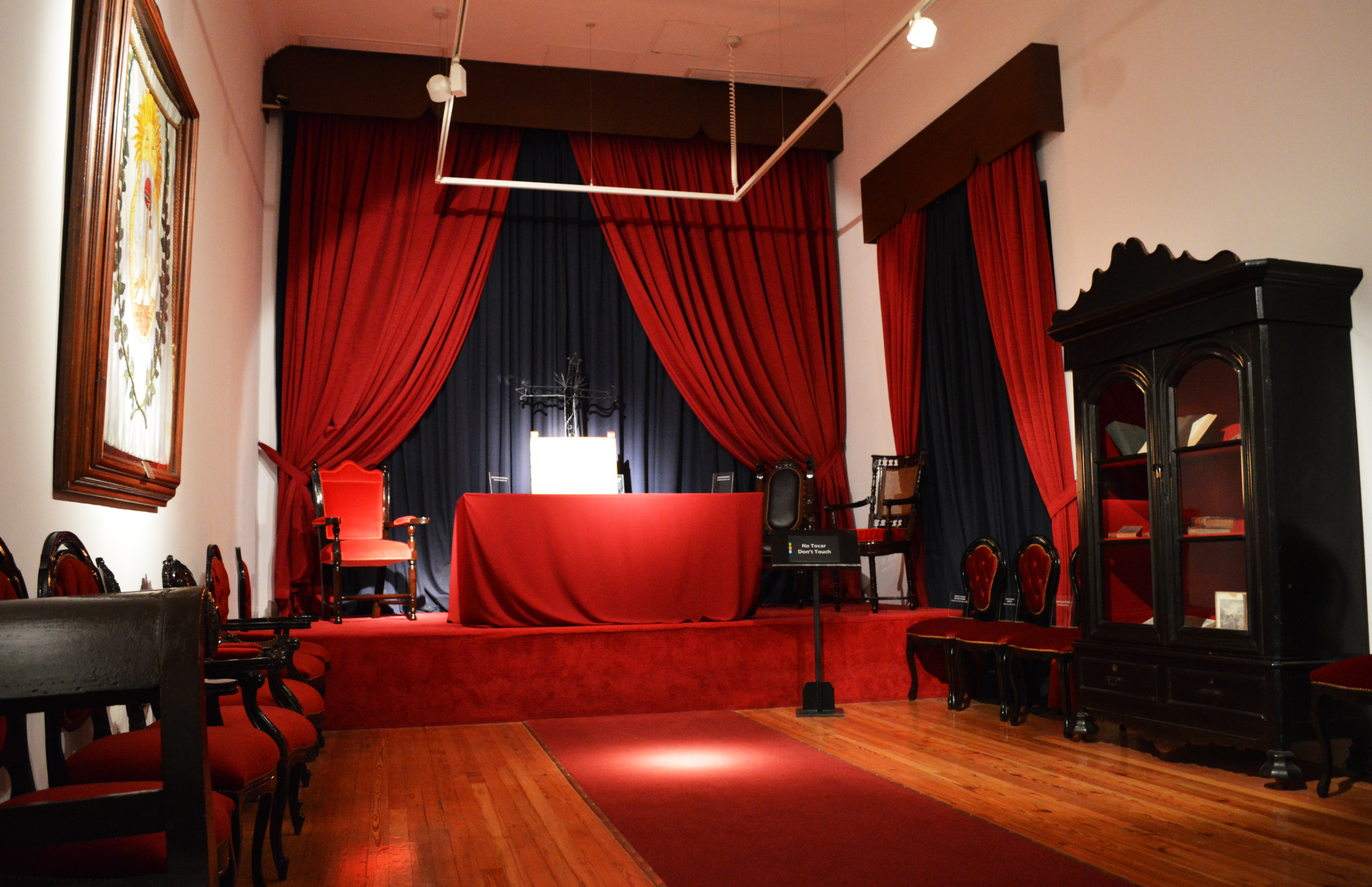
Sala Capitular.

En la siguiente sala están expuestas pinturas de gobernadores, familias y vecinos destacados, además de una fotografía antigua de la Plaza Libertad. En la misma sala se encuentra una réplica del obelisco que estaba situado en el centro de la plaza, tal como lo muestra dicha fotografía.
Luego empieza el período revolucionario e independentista, habilitando la oportunidad para hablar de la manera en que Santiago del Estero comprendió y aportó a la causa a través de la Sala Capitular y el Precio de la Revolución.
En la Sala de Platería se exponen joyas de la familia Taboada, Gorostiaga e Ibarra, medallas de honor obtenidas en la guerra por la independencia y monedas antiguas.
En el Salón Protocolar se conserva el refinado mobiliario de la familia Taboada y permanece cerrado para el público, abriéndose únicamente para eventos especiales.
También se encuentra la representación de uno de los túneles que, según la tradición oral santiagueña, conectaban diversos puntos de la ciudad, entre ellos, la casa del gobernador Juan Felipe Ibarra, hoy teatro 25 de mayo, y la Catedral Basílica entre otros edificios públicos.

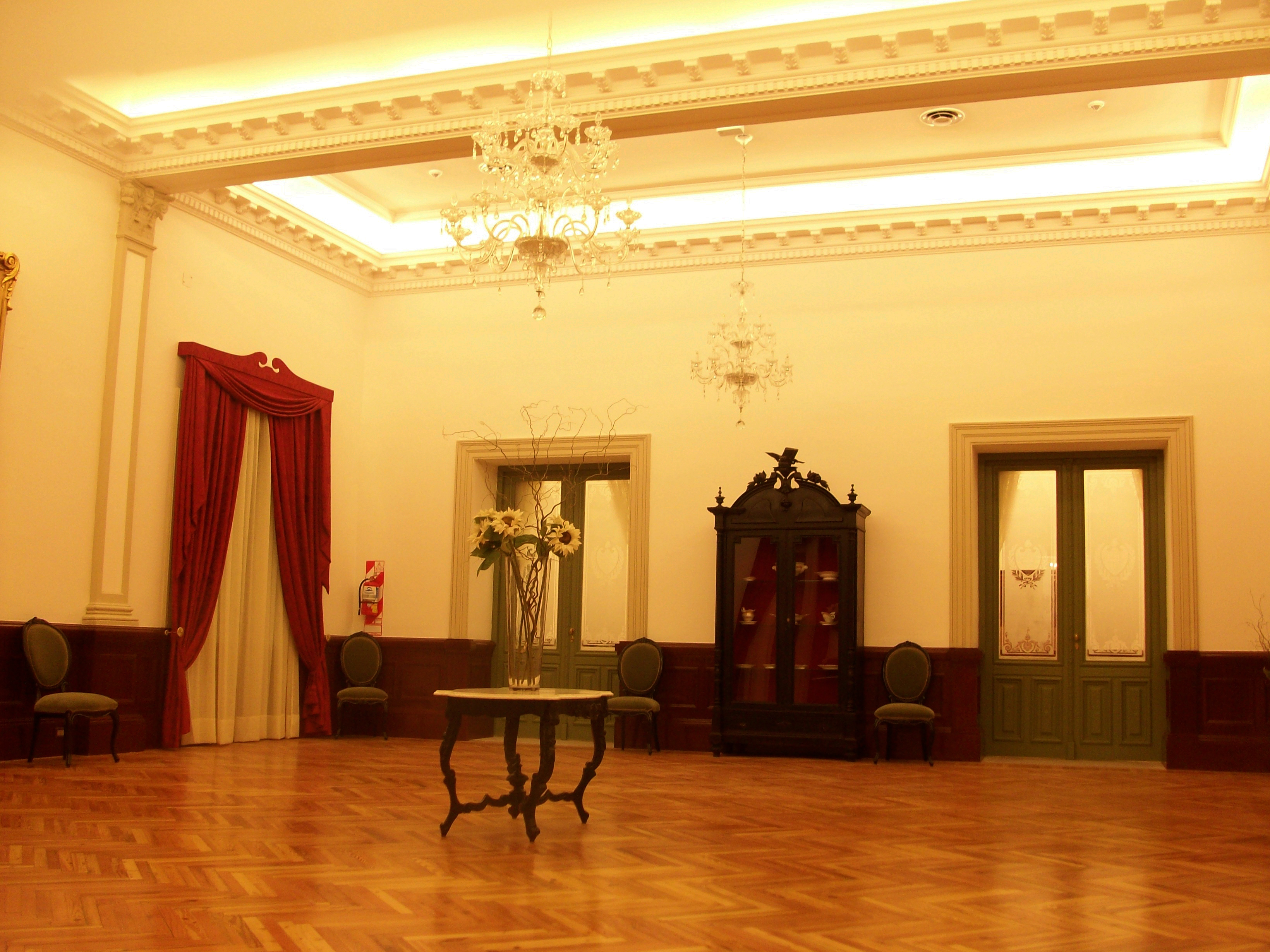
Salón Protocolar.

El Museo Histórico fue inaugurado el día 25 de julio de 1941. Su nombre alude al investigador Orestes Di Lullo, quien fuera su fundador y director por varios años. Dicha institución funcionó en la antigua casa de la familia Díaz Gallo, de calle Urquiza, trasladándose posteriormente en el año 2010 al sector del edificio histórico en el Centro Cultural del Bicentenario.
El museo propone un recorrido cronológico por la historia de Santiago del Estero, mostrando en cada una de sus salas el patrimonio histórico que ayuda a conocer mejor las etapas clave en la formación de la ciudad.
Desde la evangelización por parte de los jesuitas del pueblo de Matará, con la correspondiente imposición de la cultura católica y progresiva pérdida de la cultura indígena, pasando por la llegada de los primeros esclavos negros a cambio de productos manufacturados, o la Revolución de mayo de 1810. El acervo del museo se convierte en hilo conductor de esta historia de la ciudad, desde sus inicios hasta conformar su actual identidad.
Tallas religiosas, crucifijos, bustos de próceres de la patria, monedas, retratos, mobiliario de la aristocracia e incluso la reproducción de una posta del siglo XIX se exhiben en este museo, que sin duda atesora los elementos más importantes para comprender, en definitiva no sólo la historia santiagueña, sino la de la propia Argentina.

## Museo de Ciencias Antropológicas y Naturales “Emilio y Duncan Wagner”

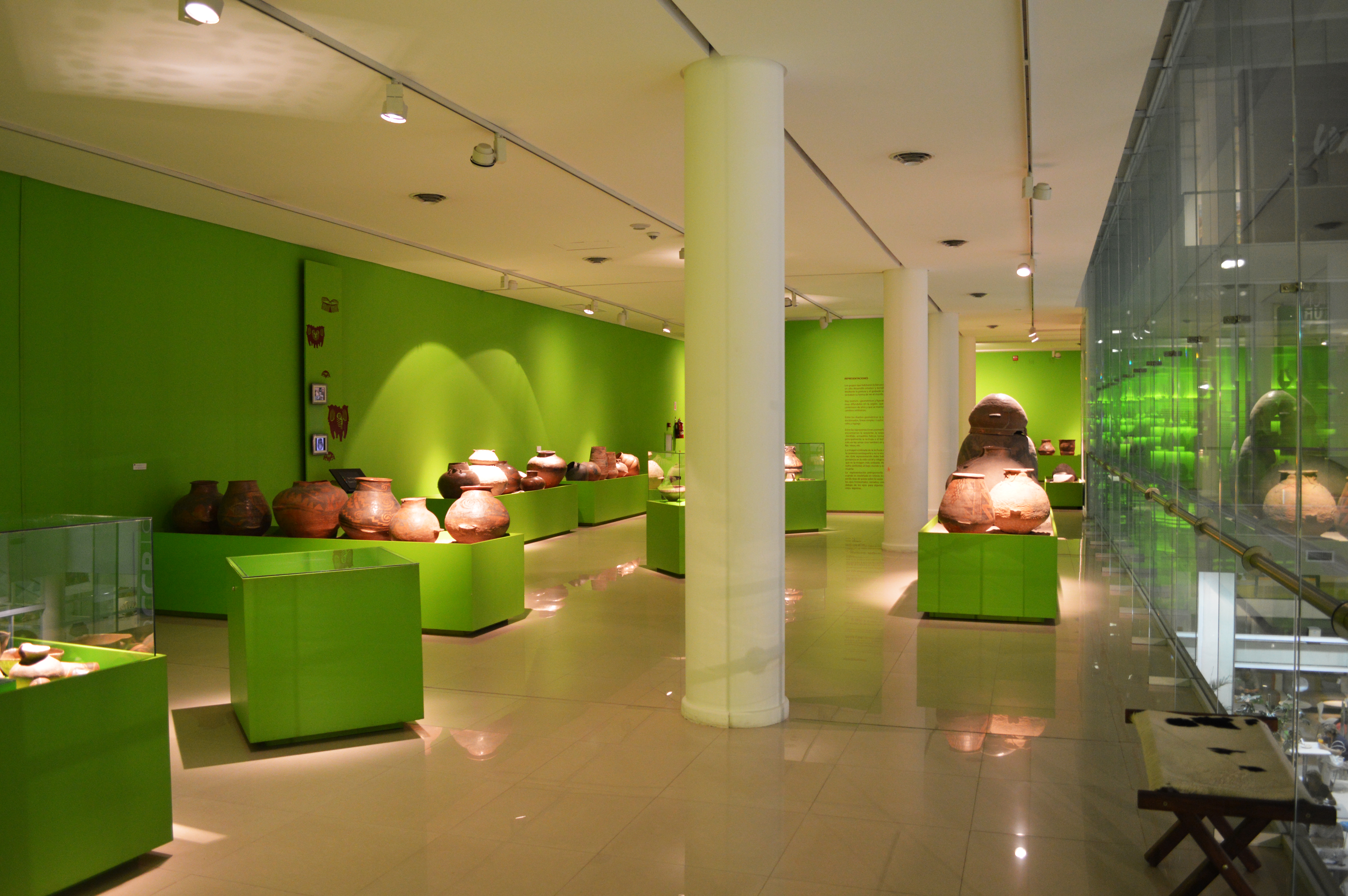
Museo de Ciencias Antropológicas y Naturales.

Alberga entre sus colecciones importantísimas piezas arqueológicas, etnográficas y paleontológicas de Santiago del Estero.
Destacan especialmente los objetos que pertenecieron a los grupos humanos que durante miles de años habitaron la región chaco-santiagueña.
La institución nació en 1917 por una donación de 3000 piezas arqueológicas y etnográficas de la colección personal del Dr. Alejandro Gancedo. Por ese entonces se lo llamó “Museo Arcaico”.

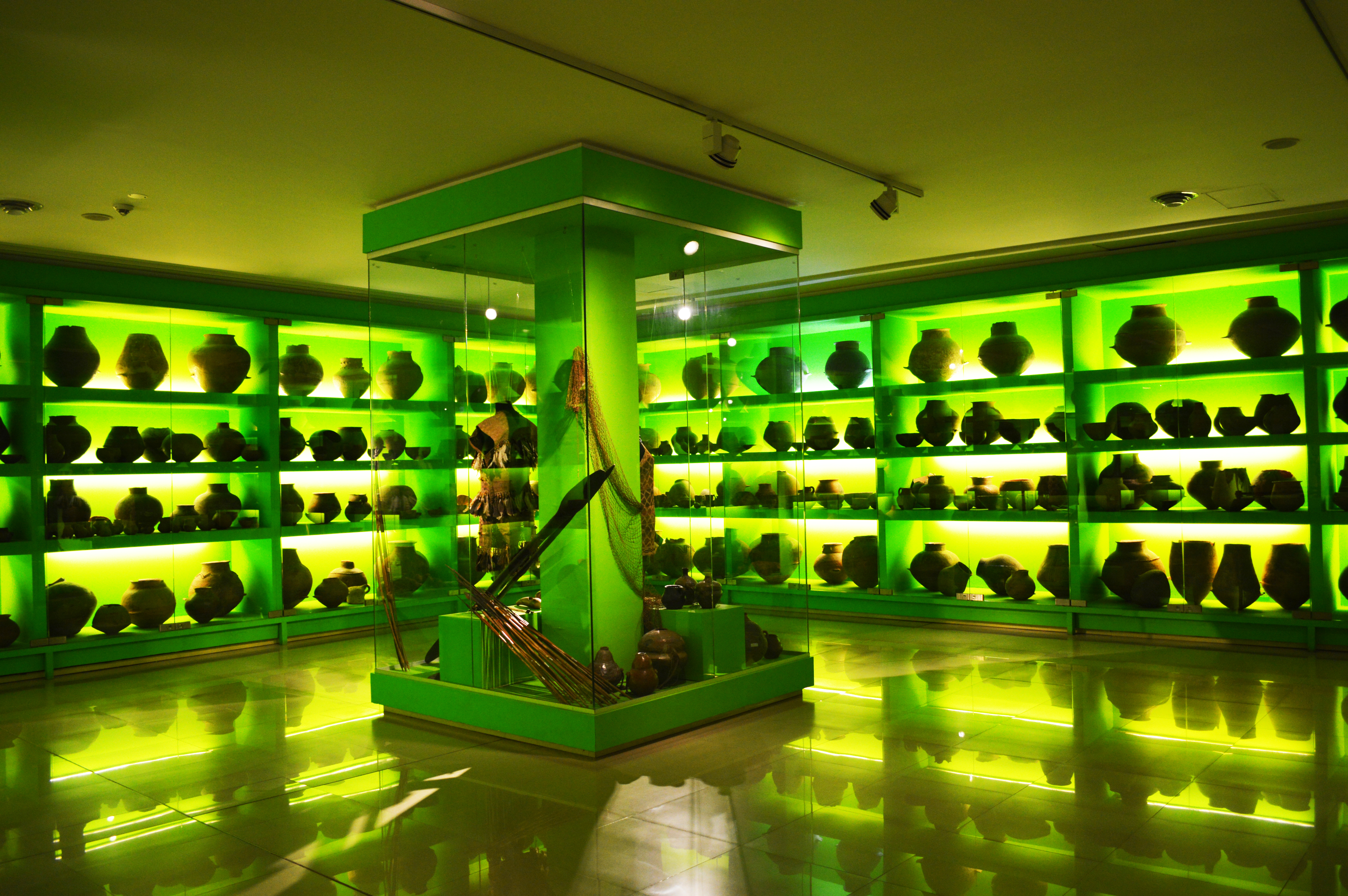

Con la llegada a Santiago del Estero de los hermanos franceses Emilio y Duncan Wagner se desarrollaron numerosas campañas arqueológicas y expediciones naturalistas al interior de la provincia. Así, entre las décadas del ‘20 al ‘40 el museo acrecentó su acervo haciéndolo cada vez más representativo y valioso. En homenaje, el Museo lleva su nombre.
Se recuperaron numerosas vasijas, urnas funerarias, pucos, puntas de flecha, instrumentos musicales, hachas de piedra, elementos de metal, etc.; las que se encuentran en exhibición.
De aquel coleccionismo que acopió centenares de piezas y objetos, hoy se presenta un enorme y reordenado conjunto que permite ilustrar un pasado, y que presenta y representa a Santiago del Estero como una suma de culturas que existieron desde antes de su noble carácter de "Madre de Ciudades", y que se han integrado en una coherente trayectoria histórica y social.
El Museo de Ciencias Antropológicas y Naturales funcionó en un sector del teatro 25 de mayo hasta su traslado en el año 2010 hacia el Centro Cultural.
La nueva museografía que presenta, muestra por sus recursos de avanzada, por su implantación y por su mensaje, un momento de madurez de gestión en el que con una visión desde la modernidad del siglo XXI conserva y exhibe con un lenguaje accesible, las manifestaciones materiales del pasado que le dio origen.

## Museo de Bellas Artes “Ramón Gómez Cornet”

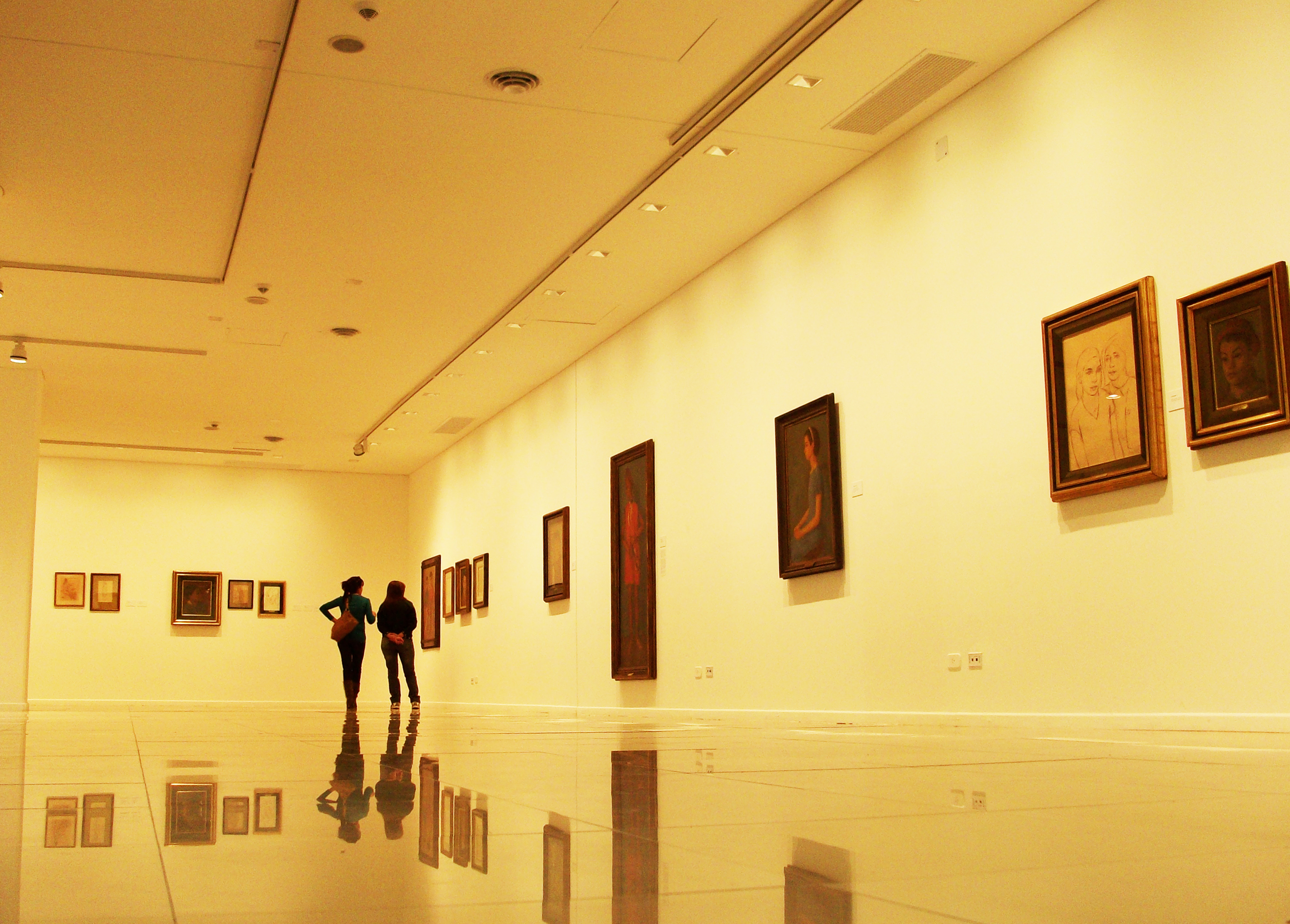
Museo de Bellas Artes.

Ubicado en el segundo piso, el Museo de Bellas Artes "Ramón Gómez Cornet" fue concebido desde sus inicios con la intención de conservar, difundir y aumentar el patrimonio artístico con la obra de artistas locales y nacionales, para contribuir de esa forma a profundizar en el conocimiento de dichos creadores, consolidando los valores de identidad y pertenencia.
Fue fundado por decreto el 26 de agosto de 1942 gracias a la gestión y auspicio del artista plástico santiagueño Ramón Gómez Cornet, quien fue su primer director. Abrió sus puertas por primera vez en 1943, con una exposición de 53 obras cedidas por el Museo Nacional de Bellas Artes. Funcionó en un local ubicado sobre avenida Belgrano hasta su posterior traslado al Centro Cultural.
El Museo de Bellas artes abrió sus puertas en 2010 en un nuevo y moderno espacio, donde se exponen tanto las obras de los artistas que han ido conformando su acervo como los artistas emergentes de la región.
El inmenso patrimonio del museo está compuesto por obras de Gómez Cornet, Carlos Alonso, Guillermo Butler, Rodrigo Bonome, Juan Carlos Castagnino, Leopoldo Presas, Benito Quinquela Martín, Raúl Soldi, Roberto Delgado, Santiago J. Chierico, entre otros.

## Tienda

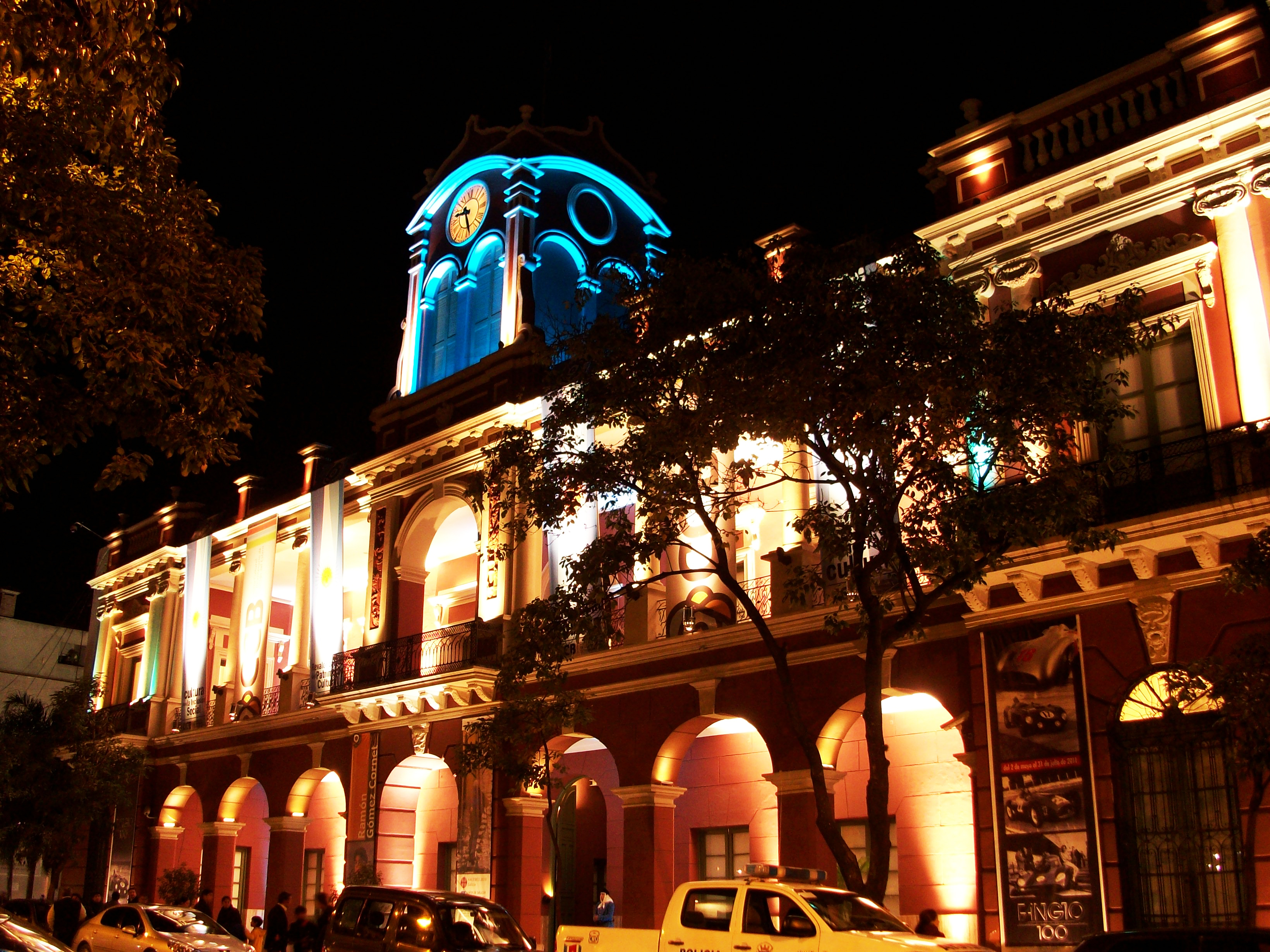
Iluminación nocturna de la fachada principal sobre calle Libertad.

El Centro Cultural del Bicentenario cuenta con una tienda de recuerdos donde los visitantes pueden llevarse regalos hechos por diferentes artesanos de la ciudad capital y del interior de la provincia de Santiago del Estero, así como artículos de librería e indumentaria textil: caminos de mesa, pies de cama, mantas, alfombras, etc. Los artesanos proveen a la tienda de productos realizados en madera como cajas de té laminadas en alpaca y bronce, set de materos y alhajeros con cuero cincelado entre otros.

## Exposiciones
Desde su inauguración hasta la actualidad, las siguientes exposiciones se han realizado en el CCB:
- África antes y después de Santiago
- Primer Salón Regional de Pintura del NOA
- "Inédito-Ramón Gómez Cornet"
- Estampa. Grabados de la Colección del Museo de Bellas Artes Ramón Gómez Cornet y otras